# 戸部実之
戸部 実之（とべ みゆき、1934年6月27日- ）は、日本の語学書ライター、教育者（大学教授）。

## 略歴
岐阜県出身。東京外国語大学英米学科卒。NHK国際局報道部、東海大学外国語教育センター教授を歴任。
1986年から1998年までの間に、泰流社（1998年に廃業）から文法書や辞書などの語学書を出版していた。語学書の対象とした言語は非常に多く、アラビア語やイタリア語といったメジャーな言語はもとより、ミウォク語やパパゴ語といったマイナーな言語までカバーしていた。これらの語学書の出版点数は、1998年には83点を数えるに至ったが、同年の泰流社の廃業により出版元を失って以降は出版されていない。そのほか、評論社から国木田独歩や二葉亭四迷の作品の英訳を出版した。
言語学者の角道正佳は、戸部著書のうち『モンゴル語入門』について問題点を指摘する論文を発表している。

### 著述した語学書一覧（全て泰流社刊）
- 『ウイグル語入門』 (1986)
- 『ケチュア語入門』 (1987.5)
- 『トルコ語入門』(1988.7)
- 『マジャール語入門』 (1988.10)
- 『ナヴァホ語入門』(1988.11)
- 『満州語入門』(1989.1)
- 『アイヌ語入門』(1989.3)
- 『クメル語入門』(1989.7)
- 『イヌイト語辞典』(1989.6)
- 『スオミ語入門』(1989.8)
- 『チベット語入門』(1989.11)
- 『エジプト語入門』 (1990.7)
- 『マヤ語辞典』(1990.11)
- 『タガログ語基本語彙・文法集』(1990.12)
- 『シンハラ語入門』(1990.12)
- 『ネパール語入門』(1991.6)
- 『ラオス語入門』(1991.9)
- 『ペルシア語(イラン)文法と会話』(1992.4)
- 『モンゴル語入門』(1992.5)
- 『インドシナ語入門』(1992.7)
- 『実用タイ語入門』(1992.8)
- 『ポリネシア語入門』(1992.9)
- 『ベンガル語入門』(1992.10)
- 『実用アラビア語入門』(1992.10)
- 『コンカニ語入門』(1993.1)
- 『実用ケチュア語入門』(1993.2)
- 『オキナワ語小辞典』(1993.4)
- 『マレーシア語小辞典』(1993.7)
- 『実用タイ(シャム)語教程』(1993.7)
- 『サンスクリット教程』(1993.8)
- 『ミャンマー語小辞典』(1993.8)
- 『タイヤル語入門』(1993.8)
- 『実用ネパール語入門』(1993.10)
- 『実用デンマーク語入門』(1993.11)
- 『実用ユーゴスラビア語入門』(1993.12)
- 『カタカナで引く英和辞典』(1994.2)
- 『タイ山岳民俗言語入門』(1994.5)
- 『キリワ語（英語版）小辞典』(1994.5)
- 『アルバニア語小辞典』(1994.6)
- 『エジプト語辞典』(1994.6)
- 『実用ミャオ語入門』(1994.6)
- 『ナワ(ナウワ)語辞典』(1994.7)
- 『アルタイ語源辞典』(1994.7)
- 『実用オランダ語入門』(1995.2)
- 『実用イタリア語入門』(1995.2)
- 『実用マレーシア語入門』(1995.6)
- 『ホピ語辞典』(1995.6)
- 『実用ロマニア(ルーマニア)語入門』(1995.7)
- 『実用トルコ語入門』(1995.9)
- 『実用ノルウェイ語入門』(1995.9)
- 『実用ヘブライ語入門』(1995.9)
- 『パシュトー語辞典』(1995.10)
- 『実用スペイン語入門』(1995.12)
- 『実用ビルマ語入門』(1995.12)
- 『実用チェコ語入門』(1995.12)
- 『実用ブラジル(ポルトガル)語入門』(1996.1)
- 『ブルガリア語会話入門』(1996.2)
- 『ポーランド語会話入門』(1996.4)
- 『実用モロッコ(アラビア)語入門』(1996.4)
- 『実用中国語入門』(1996.4)
- 『実用パプア(ニューギニア)語入門』(1996.4)
- 『実用ヴェーダ語入門』(1996.4)
- 『実用ハンガリー語入門』(1996.7)
- 『トルコ語入門』(1996.7)
- 『バリ語小辞典』(1996.7 )
- 『バスク語辞典』(1996.7)
- 『実用ラテンアメリカ(スペイン)語入門』(1996.7)
- 『実用インドネシア語入門』(1996.7)
- 『実用ピリピノ(タガログ)語入門』(1996.7)
- 『実用アラビア語教程』(1996.10)
- 『アムハラ語小辞典』(1997.2)
- 『イバン語小辞典』(1997.2)
- 『実用ソマリア語入門』(1997.3)
- 『実用ラテン語入門』(1997)
- 『グルジア語入門』(1997.4)
- 『ベトナム語初級入門』(1997.7)
- 『ベトナム語初級会話入門』(1997.7)
- 『アルバニア語初級入門』(1997.9)
- 『パパゴ(ピマ)語（英語版）小辞典』(1997.9)
- 『平原ミウォク語小辞典』(1997.11)
- 『沖縄語小辞典』(1998.2)
- 『コーサ語辞典』(1998.3)
- 『西アフリカキシ語（英語版）文法』(1998.3)